# Fritz Noll
Fritz Noll, född 27 augusti 1858 i Frankfurt am Main, död 20 juni 1908 i Halle an der Saale, var en tysk botaniker.
Noll var först assistent vid flera universitet, från 1894 vid lantbruksakademien i Poppelsdorf, blev professor i botanik och föreståndare för botaniska institutet där 1898, samma år extra ordinarie professor vid Bonns universitet och 1907 professor i Halle.
Fritz Noll var en av sin tids främsta tyska växtfysiologer. Han efterlämnade arbeten i bland annat histologi, morfologi, systematik och växtgeografi, men främst i fysiologi (ett 40-tal skrifter), företrädesvis om växternas näring, rörelser och förnimmelser. I den även i Sverige mycket använda "Lehrbuch der Botanik für Hochschulen" (1894; flera upplagor) författade Noll den fysiologiska delen.